# Échelle de TORRO
L'échelle de TORRO (TORRO scale ou T-Scale en anglais) est une échelle pour mesurer l'intensité des tornades. Graduée entre T0 et T11, elle a été développée par Terence Meaden de la Tornado and Storm Research Organisation (TORRO), une organisation météorologique britannique, comme une extension de l'échelle de Beaufort. L'échelle de TORRO est principalement utilisée au Royaume-Uni, tandis que l'échelle de Fujita a été la principale utilisée en Amérique du Nord, en Europe continentale et dans le reste du monde.

## Formule
L'échelle de TORRO est supposé être purement une échelle basée sur la vitesse du vent dans une tornade, mais comme pour l'échelle de Fujita, il est plus commun pour déterminer le nombre T de l'intensité par les dégâts car c'est généralement le seul dont on dispose alors que les mesures directes, objectives et quantitatives du vent sont difficiles à trouver. 
TORRO est calculé selon :
{\displaystyle T=(v/2.365)^{2/3}-4}
où
- v = vitesse des vents estimés
- T = l'intensité de TORRO

### Comparison avec l'échelle de Beaufort
L'échelle fut testée de 1972-1975 et rendue publique lors d'une réunion de la Royal Meteorological Society en 1975. L'échelon T0 est l'équivalent de l'échelon 8 sur l'échelle de Beaufort et est liée à cette dernière (B) par la formule :
B = 2 (T + 4)
et inversement :
T = (B/2 - 4)
| Échelle de Beaufort | B | 8 | 10 | 12 | 14 | 16 | 18 | 20 | 22 | 24 | 26 | 28 | 30 |
| Échelle de TORRO    | T | 0 | 1  | 2  | 3  | 4  | 5  | 6  | 7  | 8  | 9  | 10 | 11 |

L'échelle de Beaufort s'arrête à 12, les valeurs supérieures en italique ne sont données qu'à titre de comparatif.